# Stazione di Lido Fusaro
La stazione di Lido Fusaro è  una stazione ferroviaria posta sulla Ferrovia Circumflegrea gestita dall‘Ente Autonomo Volturno. È ubicata in Parco Quarantena nel comune di Bacoli.

## Strutture e impianti
La stazione è dotata di due binari.